# Сенно (озеро)
Сенно́ (бел. Сянно́), Се́нненское озеро (бел. Сенненскае возера) — озеро в Сенненском районе Витебской области Беларуси. Расположено в бассейне реки Кривинки около города Сенно.
Площадь озера составляет 3,15 км², длина — 6,03 км, максимальная ширина — 0,92 км. Длина береговой линии — 18,9 км. Максимальная глубина — 31,5 м.
Котловина озера состоит из глубоководного (южная часть озера) и мелководного плёсов. Склоны котловины высотой до 21 м. Мелководье узкое и песчаное, занимает около 28 % площади озера. На бо́льших глубинах дно устлано илом. Ширина полосы надводной растительности до 50 м. 
В озеро впадают ручьи (около 20). Соединено протокой с Богдановским озером на севере. Впадает ручей из Куликовского озера.
Вблизи озера расположены город Сенно, деревни Королевичи, Турово, Свободное, проходят автодороги Р25 и Р113.